# 19 Pułk Dragonów (Cesarstwo Niemieckie)
19 pułk dragonów (Oldenburski) (niem. Oldenburgisches Dragoner-Regiment Nr. 19)  – pułk kawalerii niemieckiej okresu Cesarstwa Niemieckiego.

## Charakterystyka
Pułk został sformowany 26 kwietnia 1849. Stacjonował w Oldenburg . Wchodził w skład X Korpusu Armijnego .

 Wiosną 1914 był w strukturze 19 Brygady Kawalerii z 19 Dywizji Piechoty.
W wyniku mobilizacji, w sierpniu 1914 pułk osiągnął gotowość bojową i w składzie 19 Brygady Kawalerii z 9 Dywizji Kawalerii został wysłany na front zachodni.

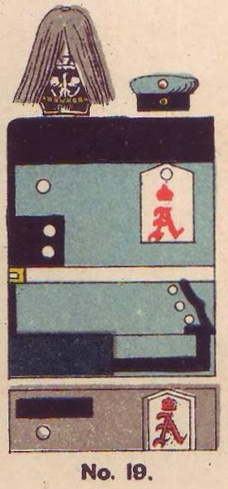
Oznaki pułku